# Ionuț Neagu
Ionuț Neagu (Galați, 29 marzo 1989) è un calciatore rumeno, centrocampista dell'Oțelul Galați.

## Carriera

### Club
Ha esordito nel 2008 in prima squadra e nel settembre 2013 è passato alla Steaua Bucarest.

### Nazionale
Dal 2011 ha militato nell'Under-21.

## Palmarès
- Campionato rumeno: 1

Oțelul Galați: 2010-2011
- Supercoppa di Romania: 1

Oțelul Galați: 2011
- Coppa di lega rumena: 1

Steaua Bucarest: 2014-2015